# Gesellschaftshaus im Herrenkrug-Park

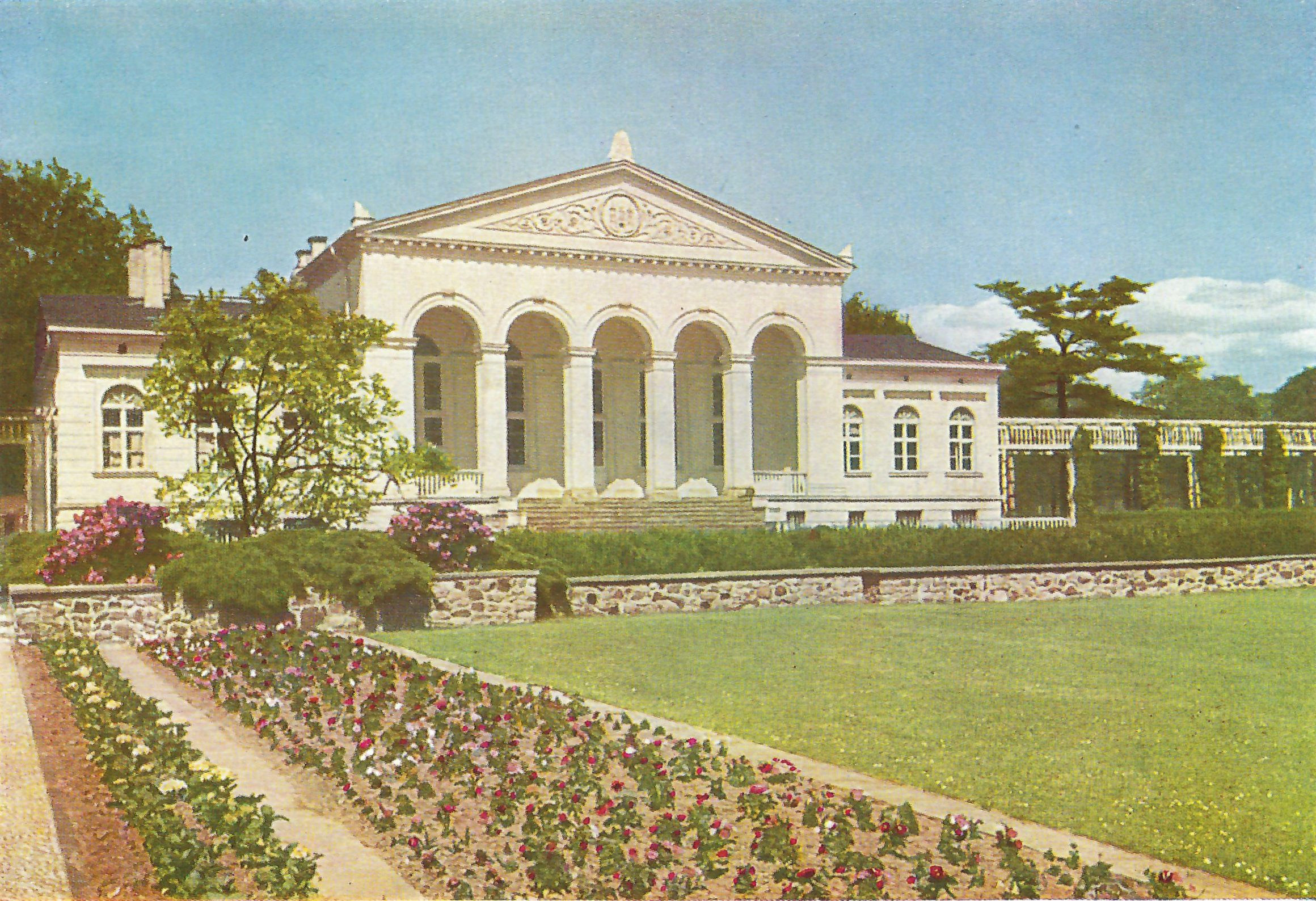
Gesellschaftshaus im Herrenkrug-Park

Das Gesellschaftshaus im Herrenkrug-Park war ein Gesellschaftshaus im Herrenkrugpark in Magdeburg. Es wurde im Zweiten Weltkrieg beschädigt und später abgerissen.

## Lage

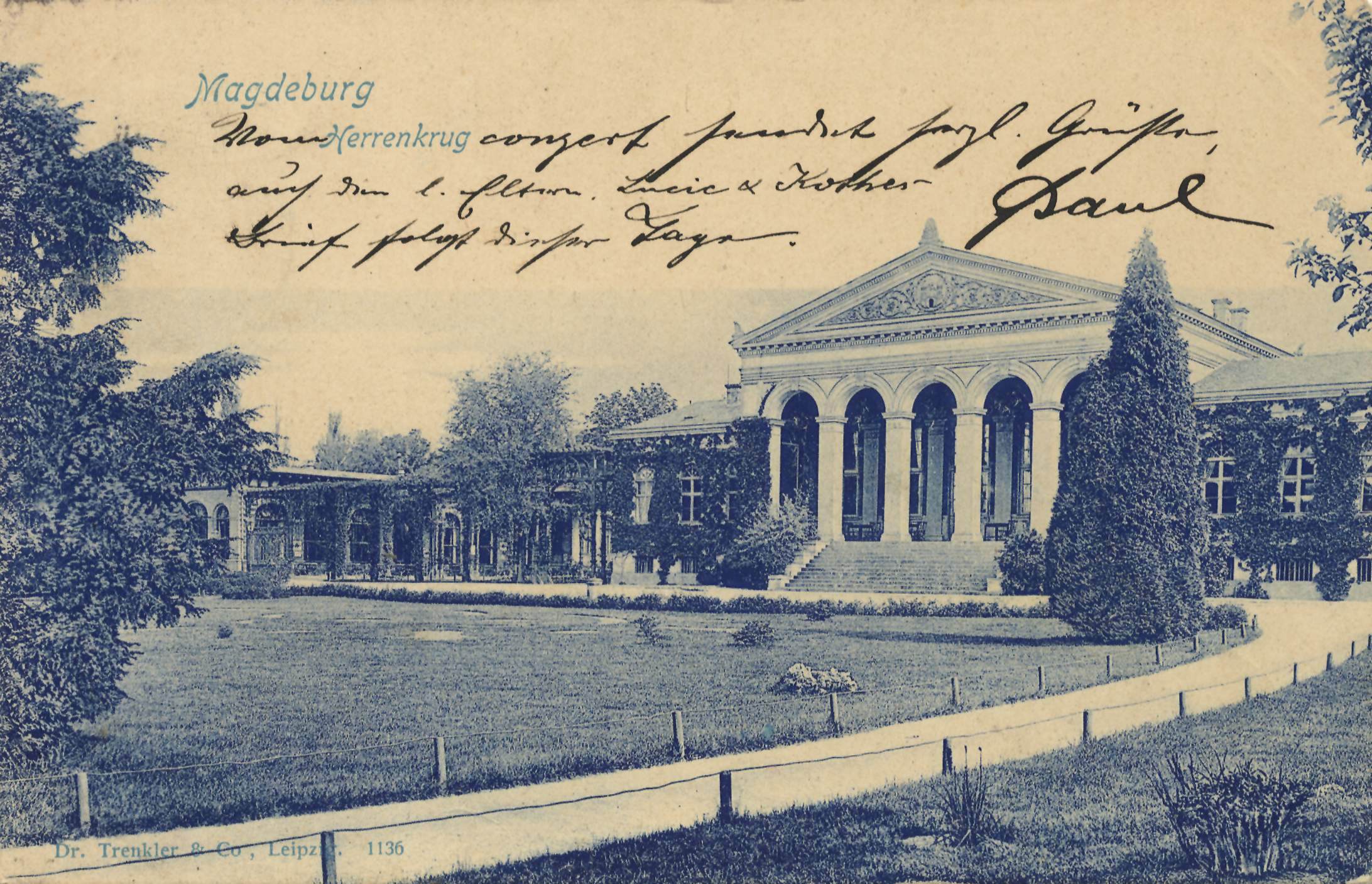
1899

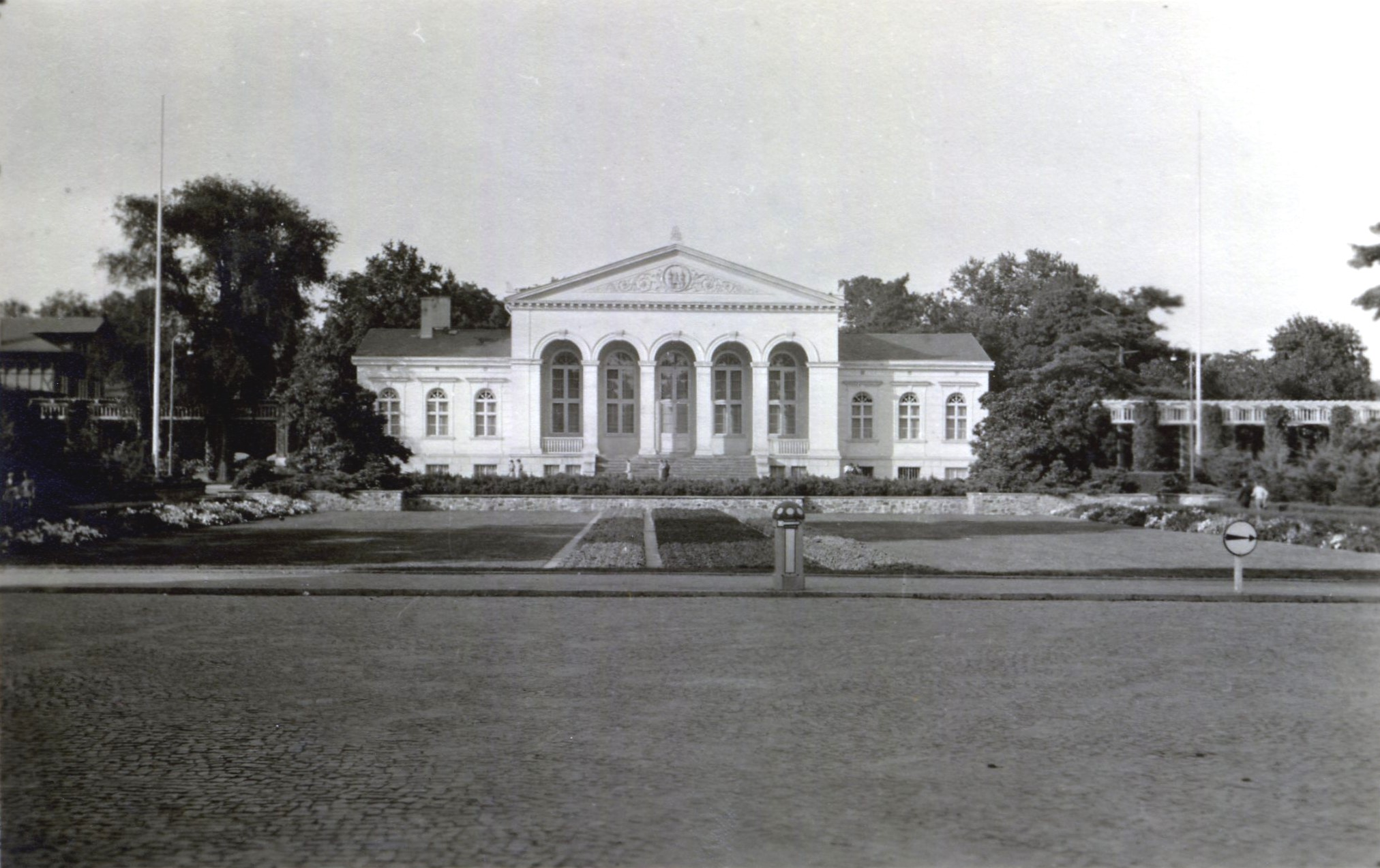
1940

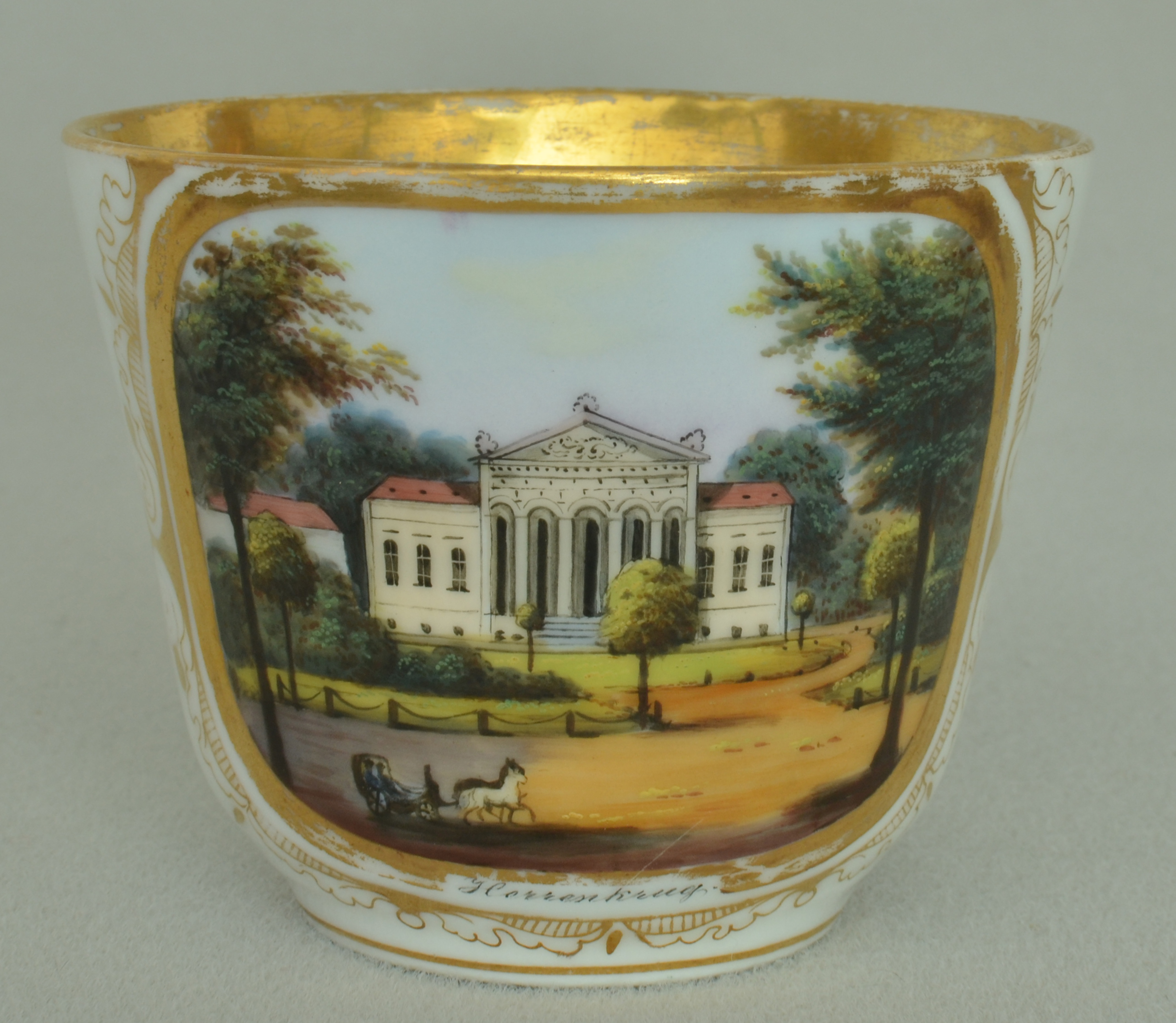
Das Gesellschaftshaus auf einer Tasse um 1850.

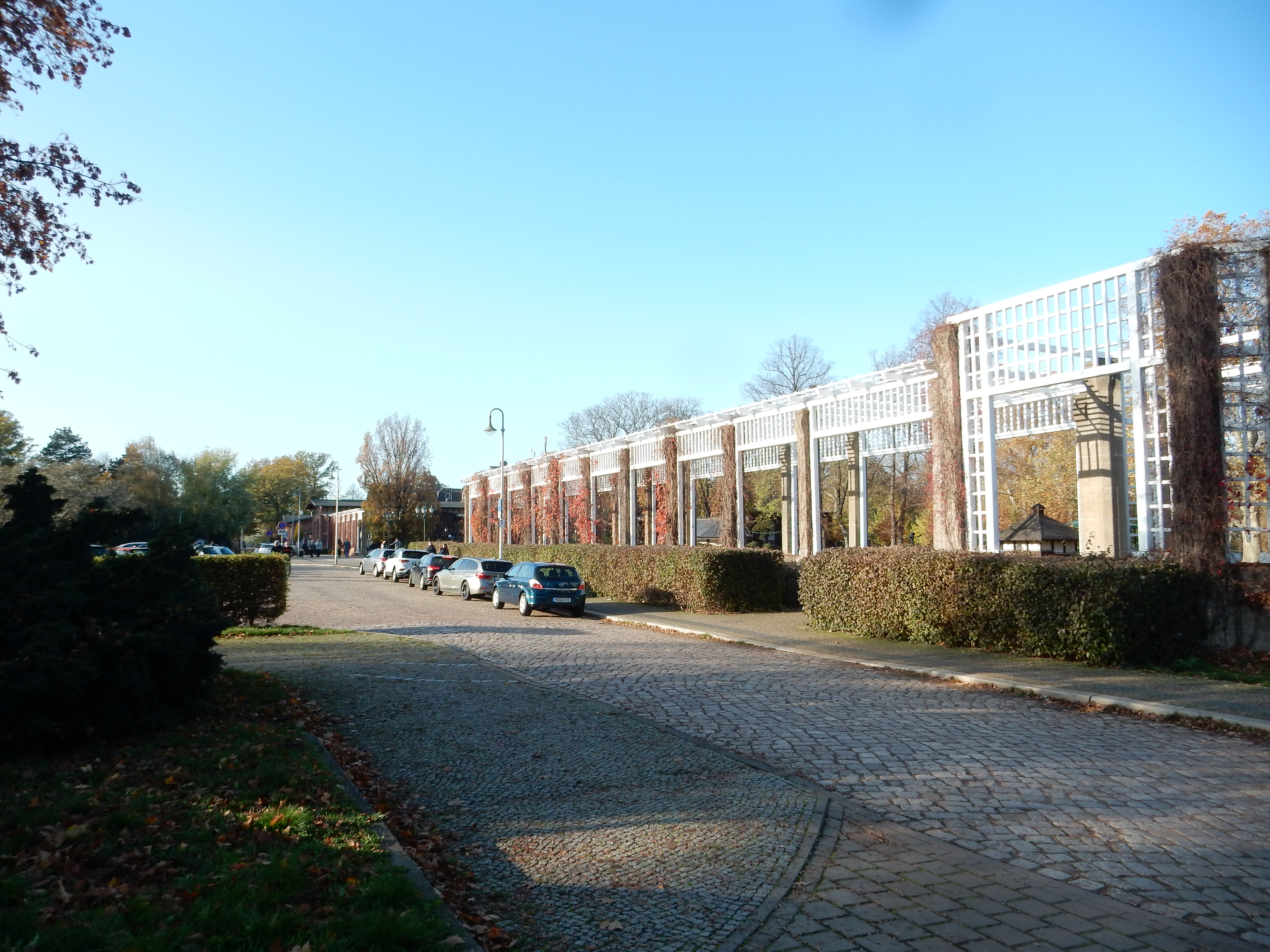
Pergola Herrenkrug 2020, das Gesellschaftshaus stand an der Stelle, an der die Pergola unterbrochen ist

Es befand sich an einem Rondell am nordöstlichen Ende der Herrenkrug-Allee und schloss so die Sichtachse ab.

## Architektur und Geschichte
Der eingeschossige klassizistische Putzbau wurde 1843/44 durch Friedrich Wilhelm Wolff errichtet. Zuvor befand sich an dieser Stelle das Schützenhaus der Pfälzer Kolonie. Das Gesellschaftshaus bestand aus einem fünfachsigen Mittelbau, der auf beiden Seiten von kleineren dreiachsigen Flügelbauten flankiert wurde. Der Mittelteil verfügte über Arkaden, hinter denen sich große Rundbogenfenster befanden. Bekrönt war dieser Gebäudeteil von einem Dreiecksgiebel. Vor den drei mittleren Achsen führte eine Freitreppe zum Gebäude. Im Inneren des Hauses befand sich ein großer Saal, zu dem man durch Foyers gelangte.
Das Gesellschaftshaus war Veranstaltungsort für Feste und Bälle.
Während des Zweiten Weltkriegs wurde das in der Literatur als Baudenkmal bezeichnete Gebäude beschädigt und dann Ende der 1950er Jahre abgerissen, wodurch das Gesamtensemble des Herrenkrugparks stark beeinträchtigt wurde. Andere Quellen geben an, dass keine kriegsbedingte Schäden bestanden hätten.
Die Pergola, die sich zu beiden Seiten an das Gesellschaftshaus anschloss, ist erhalten.